# Eparchia di Beirut dei Siri

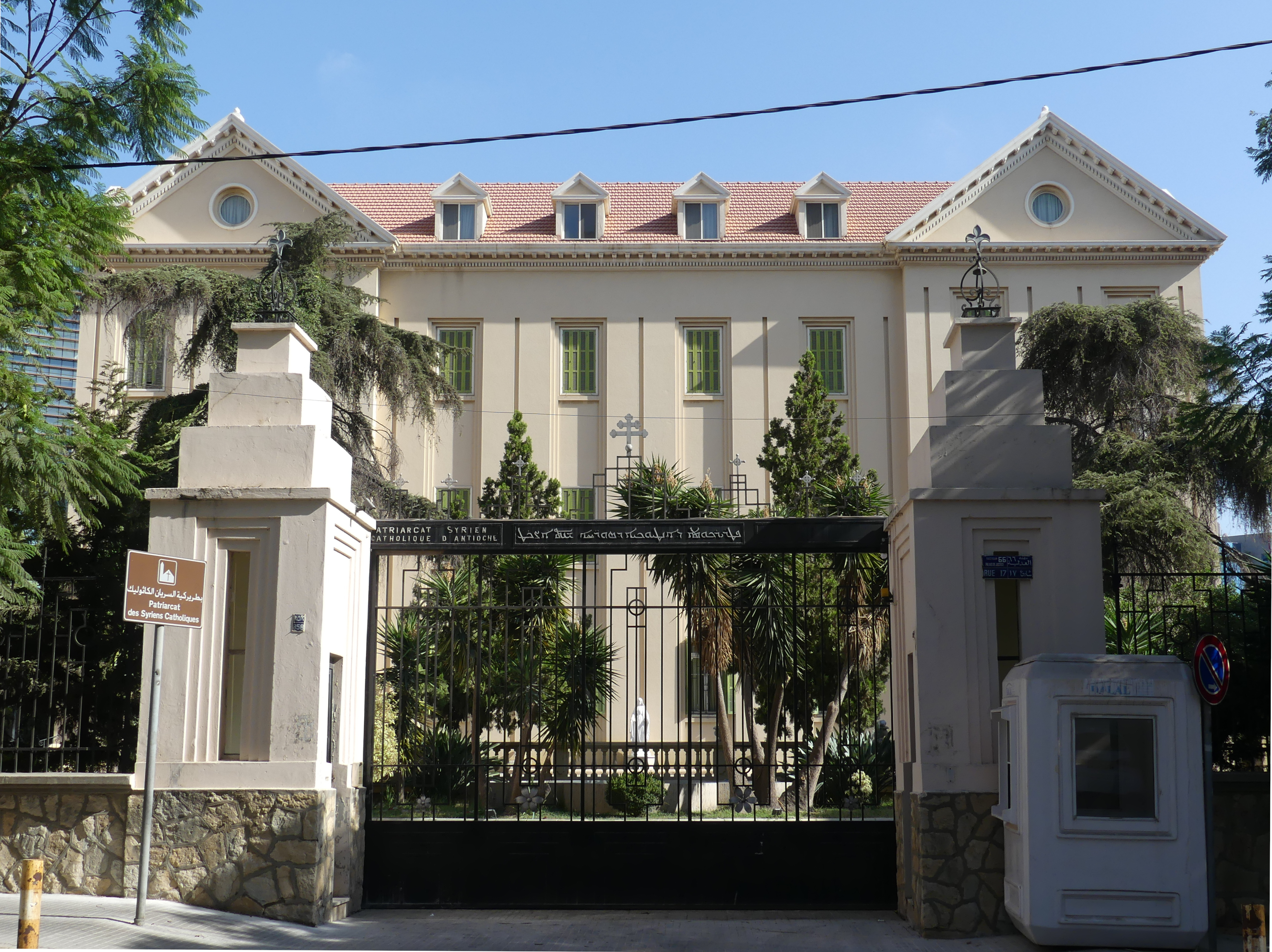
La sede patriarcale di Beirut.

L'eparchia di Beirut dei Siri (in latino Eparchia Berytensis Syrorum) è una sede della Chiesa cattolica sira in Libano, sede propria del patriarca di Antiochia dei Siri. Nel 2022 contava 32.000 battezzati. È retta dal patriarca Ignace Youssif III Younan.

## Territorio
L'eparchia estende la sua giurisdizione su tutti i fedeli della Chiesa cattolica sira del Libano.
Sede eparchiale è la città di Beirut, dove si trova la cattedrale dell'Annunciazione.
Il territorio è suddiviso in 6 parrocchie.

## Storia
Non esiste tradizione che attesti la presenza di cristiani giacobiti a Beirut. Verso la fine del XVIII secolo il patriarca siriaco cattolico Ignazio Michele III Jarweh, fuggendo la persecuzione di cui era colpito in Siria, cercò rifugio in Libano; al suo seguito v'era un gruppo di preti ed un nutrito gruppo di famiglie, che si accrebbe negli anni seguenti dopo la fondazione del monastero di Cherfeh.
Nel 1817 il patriarca Ignazio Simone II Zora fondò ufficialmente l'eparchia con la nomina del monaco Antoine Diyárbekirlî, che guidò la comunità di Beirut fino al 1841 pur non avendo una residenza e nemmeno una chiesa per le celebrazioni; lasciò una comunità di un centinaio di fedeli. Gli succedette Youssef Hayek, che pose la residenza nel monastero di Cherfeh; nel 1854 fu nominato arcieparca di Aleppo. Da questo momento la sede fu data in amministrazione a vicari patriarcali, quasi tutti semplici preti. Per un certo periodo risiedette a Beirut il vescovo Théophile Antoine Kandelaft, vescovo titolare di Tripoli di Fenicia dei Siri, in qualità di vicario patriarcale con residenza nella città.
Il 25 marzo 1878 il patriarca Ignazio Giorgio V Chelhot presenziò alla celebrazione della posa della prima pietra della prima chiesa cattolica sira di Beirut, dedicata a San Giorgio, che fu consacrata dal patriarca il 27 dicembre 1884. Fu per molti decenni la cattedrale dell'eparchia.
Dal 1910 in modo provvisorio e dopo la prima guerra mondiale in via definitiva, Beirut è diventata la sede del patriarca siro-cattolico e dunque eparchia propria. La sede precedente del patriarcato era a Mardin.

## Cronotassi dei vescovi
Si omettono i periodi di sede vacante non superiori ai 2 anni o non storicamente accertati.
- Antoine Diyárbekirlî † (1817 - 16 gennaio 1841 deceduto)
- Youssef Hayek † (19 marzo 1841 - 18 aprile 1854 nominato arcieparca di Aleppo)
  - Sede amministrata da vicari patriarcali (1854-1910)
  - Eparchia propria del patriarca dal 1910

## Statistiche
L'eparchia nel 2022 contava 32.000 battezzati.
| anno | popolazione | popolazione | popolazione | presbiteri | presbiteri | presbiteri | presbiteri                | diaconi | religiosi | religiosi | parrocchie |
| anno | battezzati  | totale      | %           | numero     | secolari   | regolari   | battezzati per presbitero | diaconi | uomini    | donne     | parrocchie |
| ---- | ----------- | ----------- | ----------- | ---------- | ---------- | ---------- | ------------------------- | ------- | --------- | --------- | ---------- |
| 1999 | 26.000      | ?           | ?           | 16         | 16         |            | 1.625                     |         |           | 9         | 7          |
| 2000 | 4.500       | ?           | ?           | 16         | 16         |            | 281                       |         |           | 11        | 7          |
| 2001 | 20.000      | ?           | ?           | 16         | 16         |            | 1.250                     |         |           | 11        | 5          |
| 2002 | 4.500       | ?           | ?           | 13         | 12         | 1          | 346                       |         | 1         | 7         | 5          |
| 2003 | 14.500      | ?           | ?           | 13         | 12         | 1          | 1.115                     |         | 1         | 7         | 5          |
| 2004 | 14.500      | ?           | ?           | 13         | 12         | 1          | 1.115                     |         | 1         | 7         | 5          |
| 2005 | 14.700      | ?           | ?           | 13         | 12         | 1          | 1.130                     |         | 1         | 7         | 5          |
| 2009 | 14.500      | ?           | ?           | 16         | 15         | 1          | 906                       |         | 5         | 7         | 5          |
| 2012 | 100.000     | ?           | ?           | 19         | 14         | 5          | 5.263                     | 3       | 17        | 16        | 5          |
| 2015 | 32.000      | ?           | ?           | 13         | 13         |            | 2.461                     | 5       | 5         | 6         | 5          |
| 2018 | 32.000      | ?           | ?           | 13         | 11         | 2          | 2.461                     | 6       | 7         | 10        | 6          |
| 2020 | 32.000      | ?           | ?           | 13         | 11         | 2          | 2.461                     | 6       | 7         | 10        | 6          |
| 2022 | 32.000      | ?           | ?           | 13         | 11         | 2          | 2.461                     | 6       | 7         | 10        | 6          |